# 마츠무라 히카루
마츠무라　히카루(Hikaru Matsumura)는 패션과 프로덕트를 횡단하는 디자이너이다. 
도쿄출신. 무사시노 미술대학, 에콜・드・라・샹브르・산디칼・드・라・구튤・파리지엔느(Ecole de la Chambre Syndicale de la Couture Parisienne)를 졸업 후 1993년에 미야케 디자인 사무소에 입사.  ISSEY MIYAKE 파리컬렉션, PLEATS PLEASE ISSEY MIYAKE 의 소품 디자인을 담당하는 속에서 혁신적인 가방 브랜드BAO BAO ISSEY MIYAKE가 탄생한다. 이와 동시에 유니크한 모티프의 재해석에 의한 멘즈 백 브랜드 HIKARU MATSUMURA THE UNIQUE-BAG를 전개한다. 현재는 자신의 디자인 스튜디오HIKARU MATSUMURA DESIGN에서 멘즈 백 브랜드 TOMOE 의 디자이너, 프로덕트 브랜드52 BY HIKARUMATSUMURA 의 크리에이티브 디렉터 겸 디자이너 등을 맡고 있으며 기타 여러 가지 디자인 프로젝트를 담당하고있다.    

## 경력
- 1991년 파리시 「CITE INTERNATIONAL DES ART」에서 합동전시회에 참가.
- 1993년 파리에서 개인전시회「UNE AUTRE COUTURE」전을 개최.
- 1993년 주식회사 미야케 디자인 사무소에 입사.
- 1998년 주식회사 잇세이 미야케에서 잡화 브랜드 「GOOD GOODS」시작에 참가.
- 2005년 주식회사HIKARU MATSUMURA DESIGN설립.
- 2006년 [HIKARU MATSUMURA THE UNIQUE-BAG]을 시작하고, 연2회 전시회를 개최.
- 2008년-2016년 [BAO BAO ISSEY MIYAKE]에 소속.
- 2008년 「50 BAGS THAT CHANGED THE WORLD (세계를 바꾼 50의 가방)」 (DESIGN MUSEUM 출판(영국))으로 선출된다.
- 2010년 「BILBAO」시리즈 NY 「MoMA」디자인스토어 카탈로그의 표지가 된다
- 2013년 「BAO BAO ISSEY MIYAKE」로서 「마이니치패션상 특별상」수상
- 2015년  기방 브랜드 「TOMOE」를 시작하고  디자인을 담당.
- 2016년  IFS미래연구소에서 「나막신이 무엇이니? 」전 발표.
- 2016년  IFS미래연구소에서 「미래의 양갱」을 발표.
- 2017년 주식회사 52DESIGN의 디렉터에 취임.

## URL
- https://www.fashionsnap.com/article/2019-01-23/52-dl-store-open/
- https://www.pen-online.jp/tokyoguide/buy/hikarumatsumura/?_h=94ff22a57b2d91d99f173212c45db1d9
- https://casabrutus.com/design/95093